# Llista de peixos del riu Araguaia

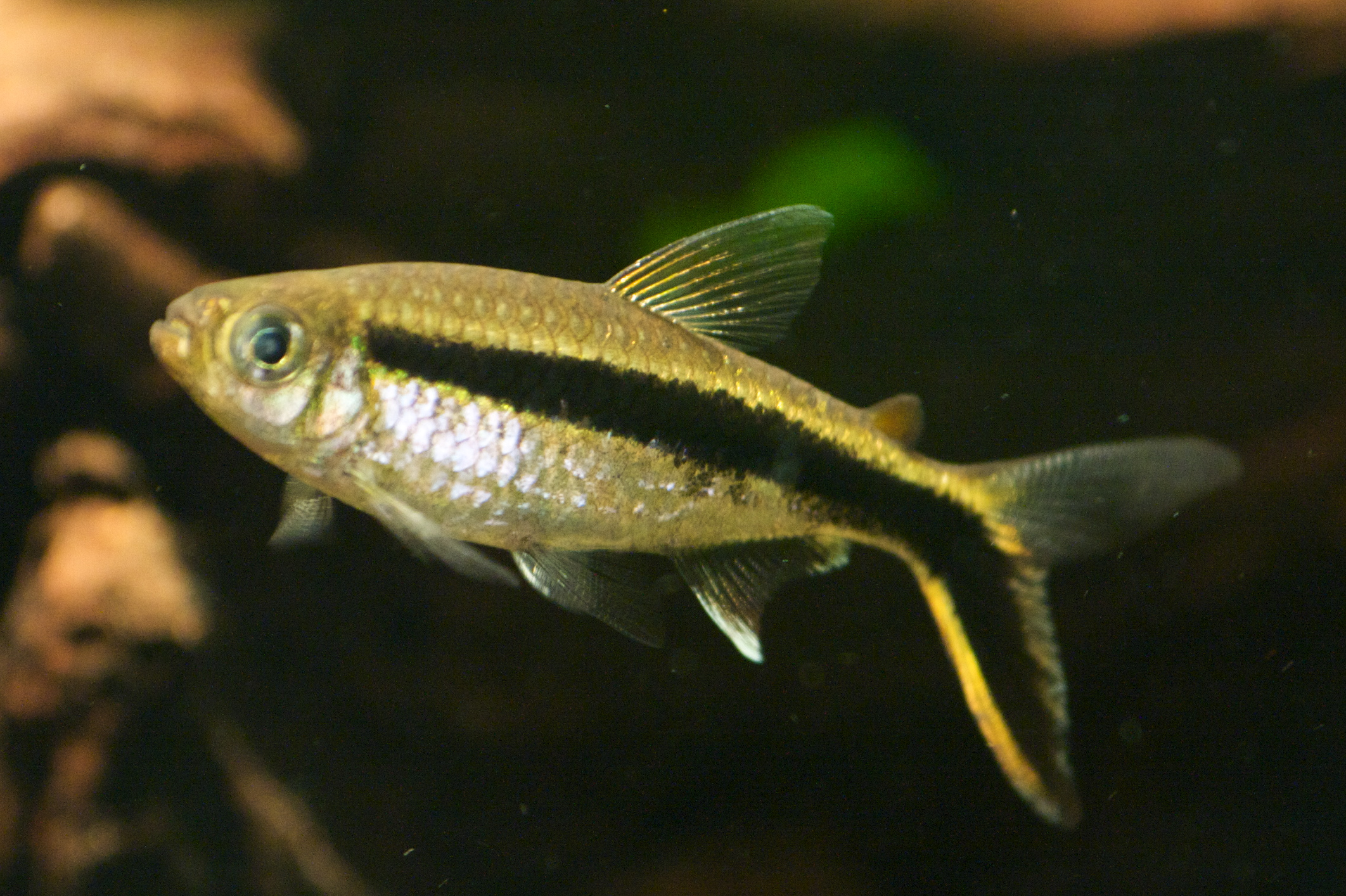
Thayeria boehlkei

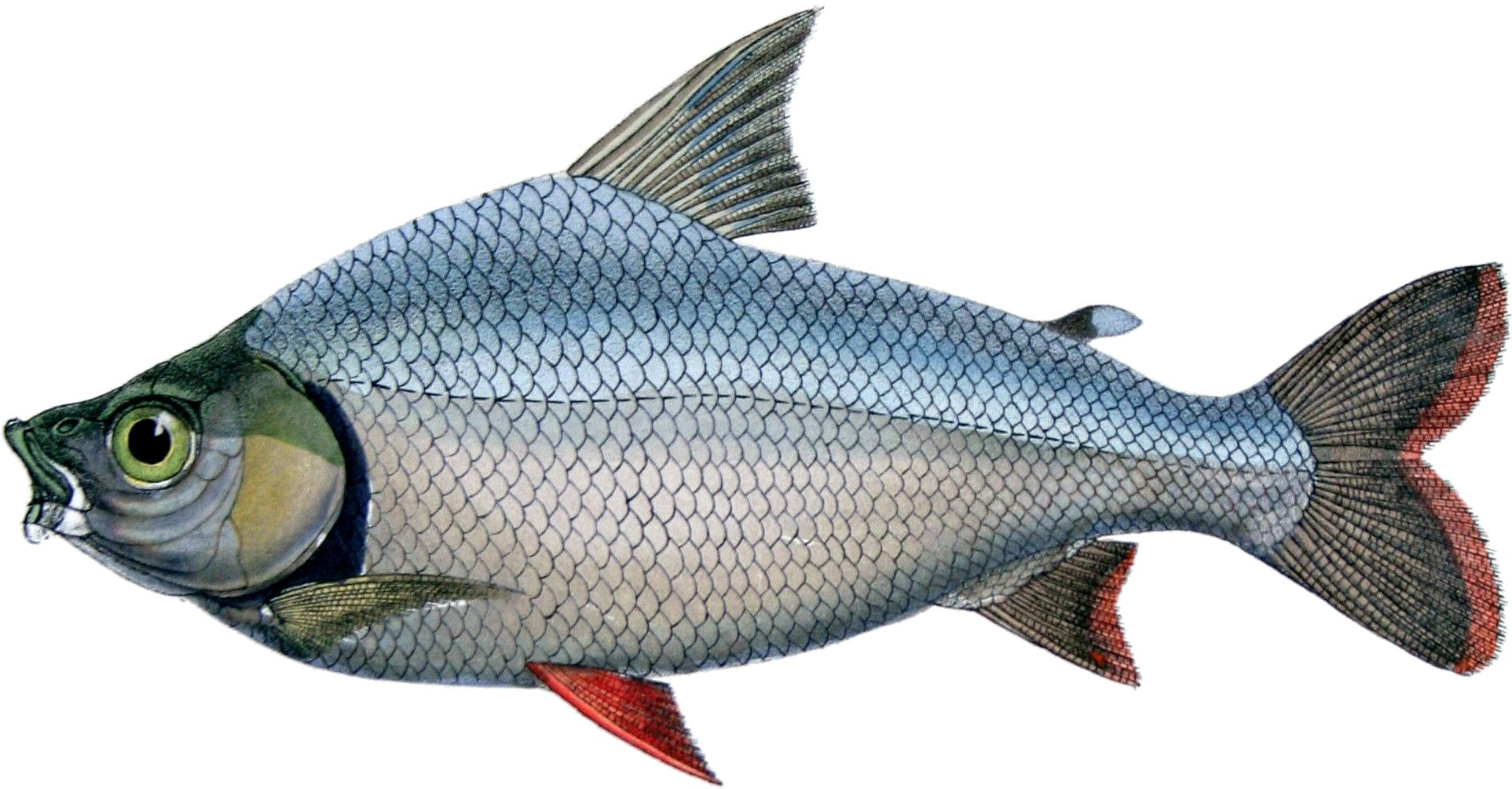
Semaprochilodus brama

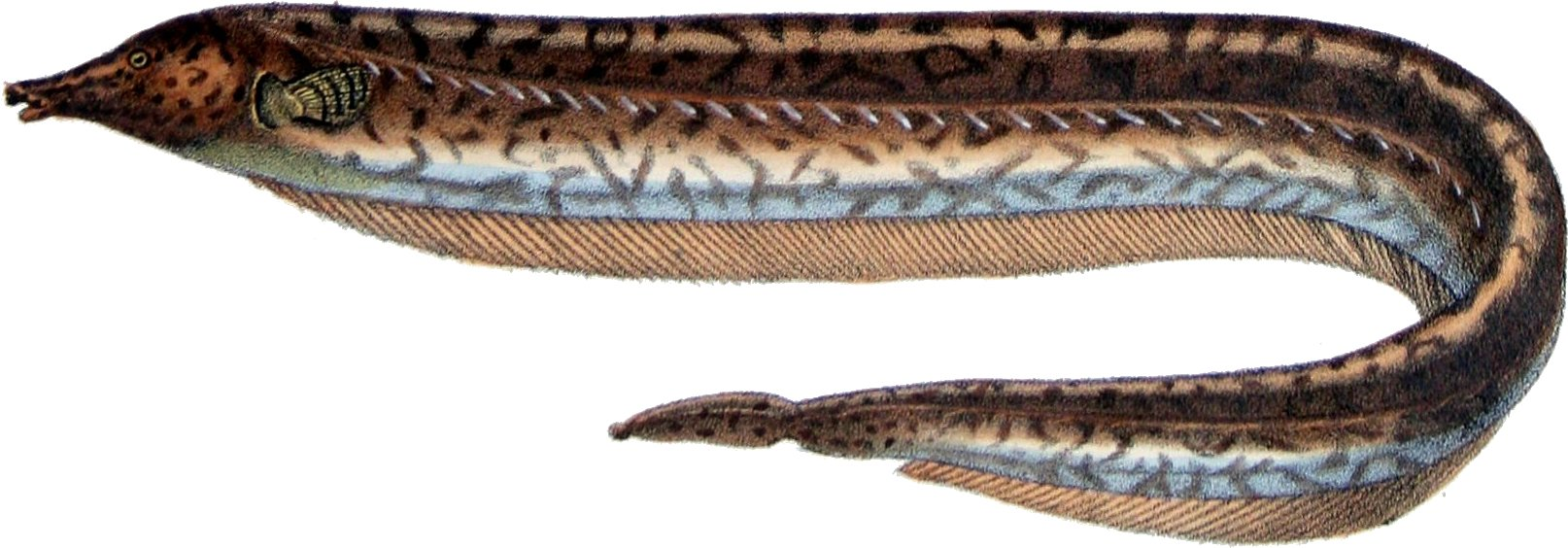
Rhamphichthys marmoratus

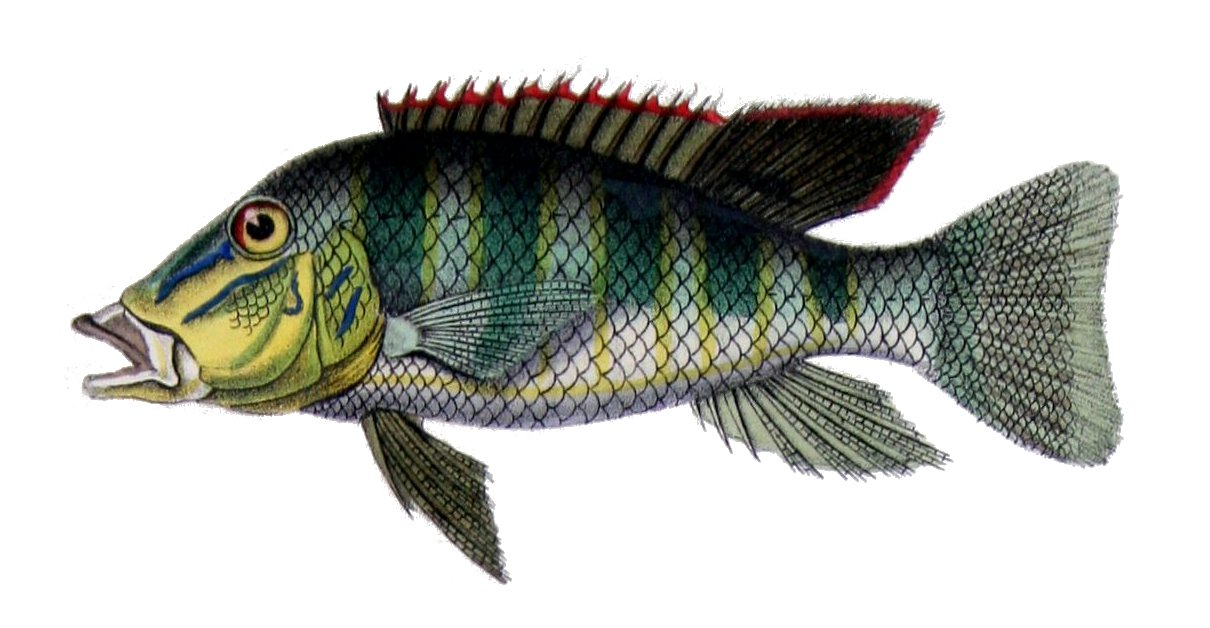
Retroculus lapidifer

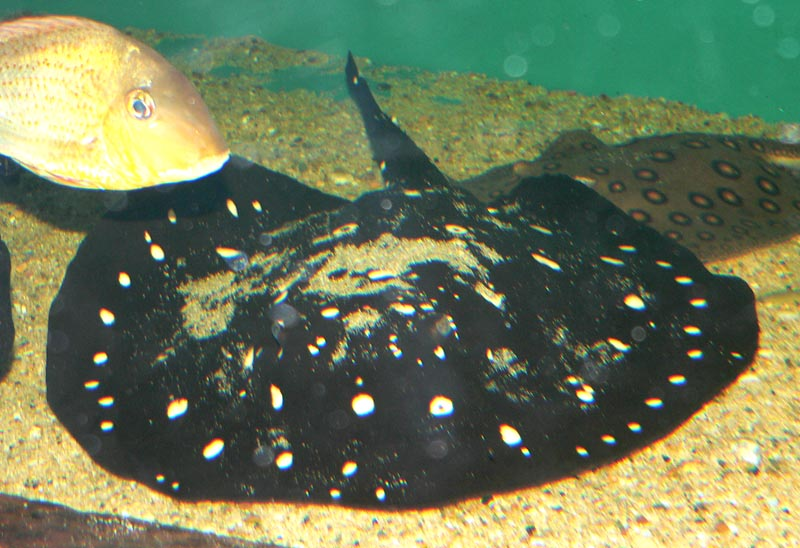
Potamotrygon henlei

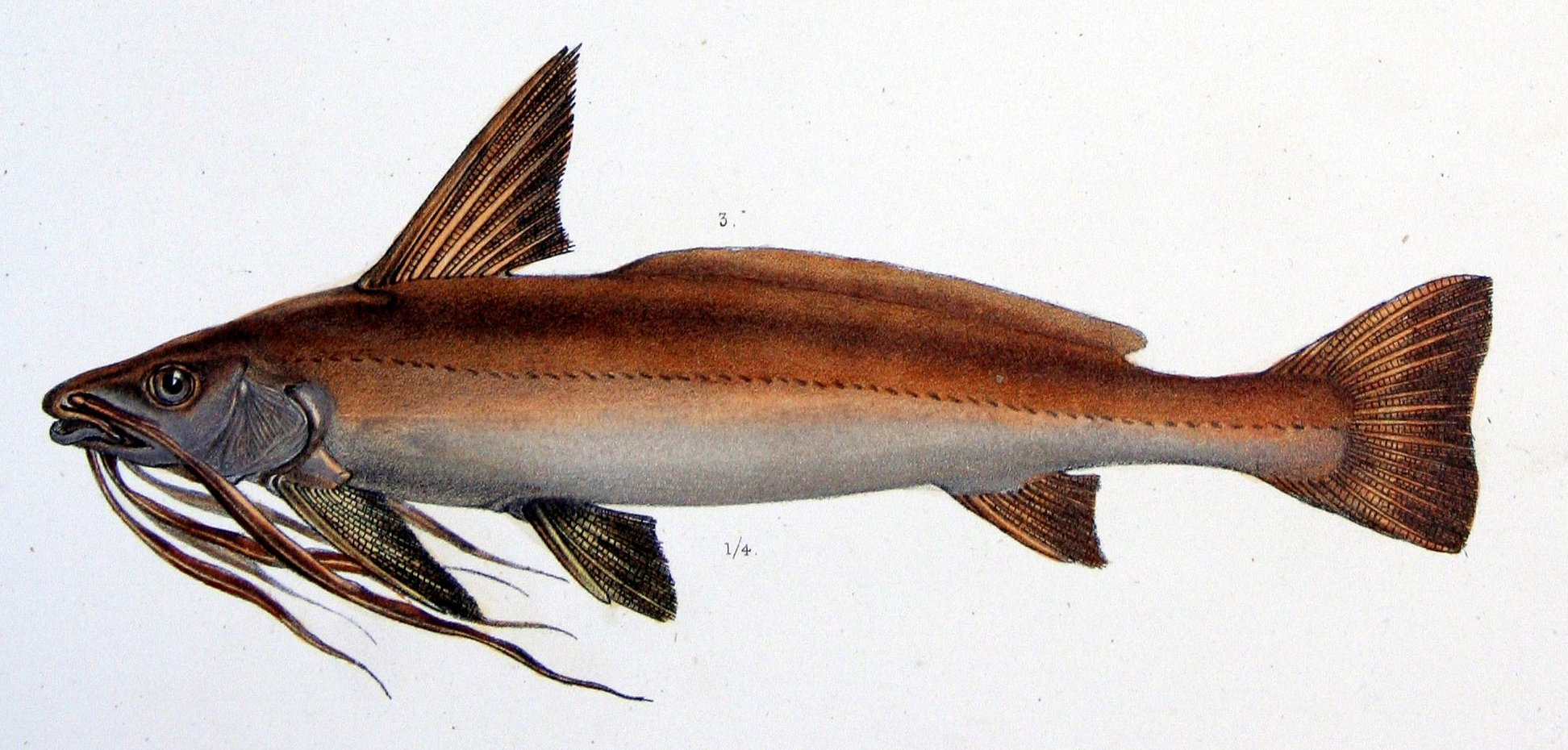
Pinirampus pirinampu

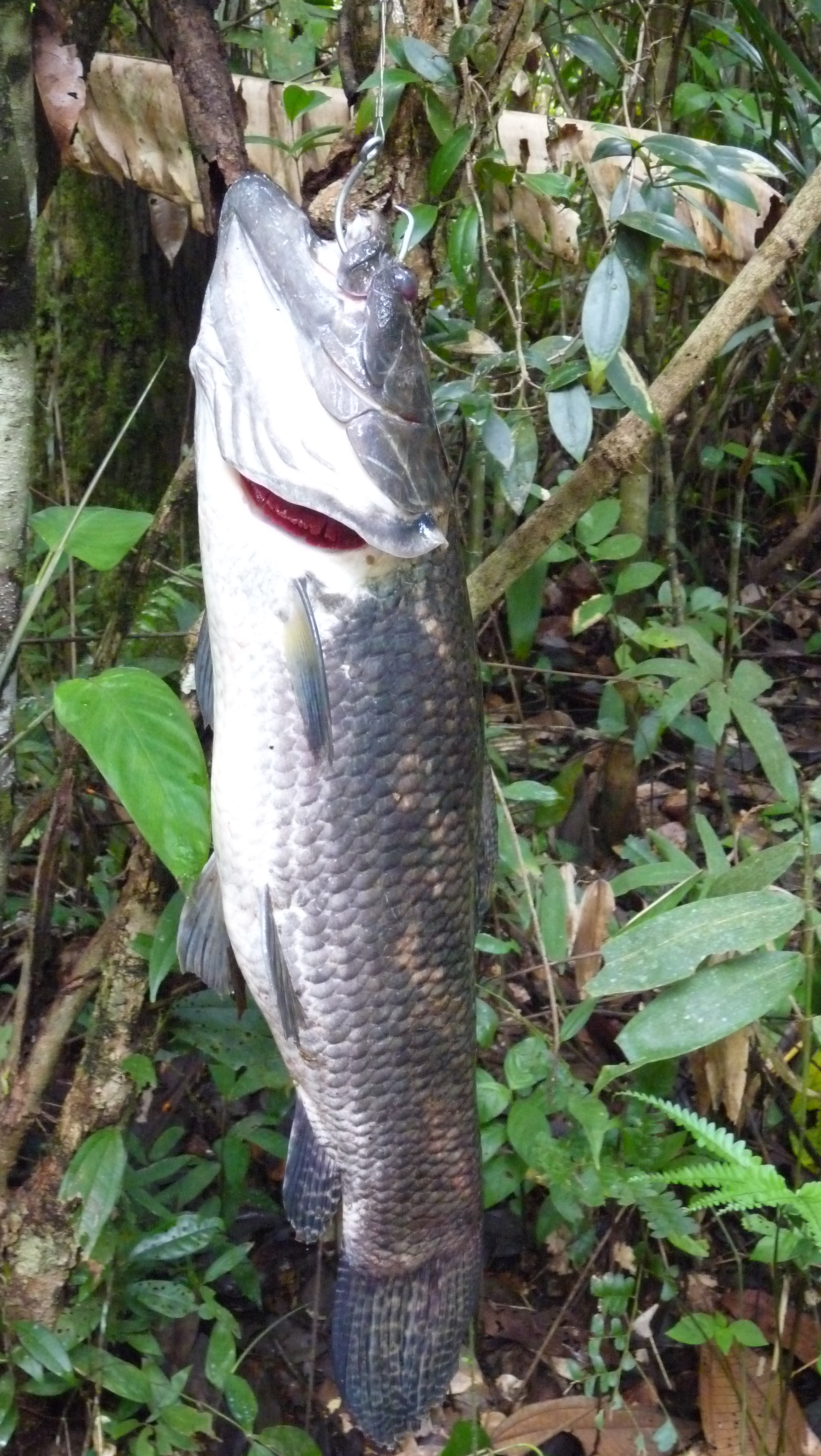
Hoplias aimara

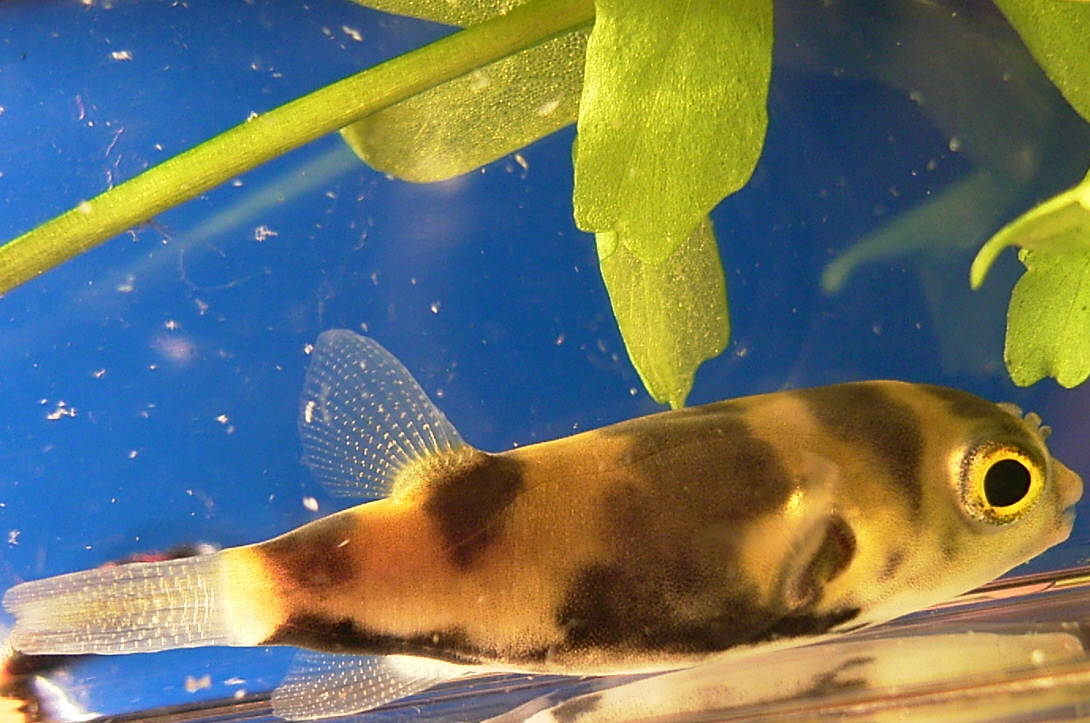
Colomesus asellus

Aquesta llista de peixos del riu Araguaia -incompleta- inclou 91 espècies de peixos que es poden trobar al riu Araguaia ordenades per l'ordre alfabètic de llur nom científic.

## A
- Acestrocephalus stigmatus
- Aequidens hoehnei
- Agoniates halecinus
- Ammoglanis diaphanus
- Ancistrus stigmaticus
- Anostomus ternetzi
- Apareiodon machrisi
- Aspidoras belenos
- Aspidoras brunneus
- Aspidoras pauciradiatus
- Aspidoras poecilus
- Aspidoras velites[1]
- Astyanax xavante[2]

## B
- Boulengerella cuvieri
- Brycon gouldingi

## C
- Caquetaia spectabilis
- Cetopsidium orientale
- Cichla kelberi
- Cichla piquiti
- Cnesterodon septentrionalis
- Colomesus asellus
- Corumbataia tocantinensis
- Corydoras araguaiaensis[3]
- Corydoras cochui
- Corydoras maculifer
- Creagrutus figueiredoi
- Creagrutus molinus
- Creagrutus seductus
- Curimata acutirostris[4]

## D
- Doras zuanoni

## F
- Farlowella henriquei

## G
- Gymnorhamphichthys petiti

## H
- Hemiancistrus cerrado
- Hemiodus tocantinensis
- Henonemus intermedius
- Hoplerythrinus unitaeniatus
- Hoplias aimara
- Hyphessobrycon amandae
- Hyphessobrycon haraldschultzi
- Hyphessobrycon moniliger

## I
- Imparfinis mirini
- Ituglanis macunaima[5]

## J
- Jupiaba polylepis

## L
- Laetacara araguaiae
- Leporinus unitaeniatus
- Leporinus venerei
- Loricaria lata

## M
- Maratecoara lacortei
- Melanocharacidium auroradiatum
- Moenkhausia loweae
- Moenkhausia pyrophthalma

## O
- Otocinclus tapirape

## P
- Pamphorichthys araguaiensis
- Phalloceros leticiae
- Pinirampus pirinampu
- Pituna obliquoseriata
- Pituna poranga
- Plesiolebias aruana
- Plesiolebias fragilis
- Plesiolebias lacerdai
- Potamobatrachus trispinosus
- Potamotrygon henlei
- Propimelodus araguayae

## R
- Retroculus lapidifer
- Rhamphichthys marmoratus
- Rhinopetitia myersi
- Rivulus crixas
- Rivulus javahe
- Rivulus karaja
- Rivulus kayapo[6]
- Rivulus rubromarginatus
- Rivulus salmonicaudus
- Rivulus violaceus
- Rivulus zygonectes
- Roeboides microlepis

## S
- Schizodon vittatus
- Scoloplax distolothrix
- Semaprochilodus brama
- Serrasalmus geryi[7]
- Simpsonichthys costai
- Spectrolebias semiocellatus

## T
- Tatia intermedia
- Thayeria boehlkei
- Tometes trilobatus
- Trichomycterus punctatissimus
- Trigonectes rubromarginatus
- Triportheus albus
- Triportheus trifurcatus

## U
- Utiaritichthys sennaebragai

## X
- Xenurobrycon coracoralinae
- Xyliphius anachoretes[8]